# Alix Kates Shulman
Alix Kates Shulman, född 17 augusti 1932 i Cleveland, Ohio, är en amerikansk författare och feminist.
Shulman skrev sin första bok, Bosley on the Number Line (1970), en matematisk fantasi för barn utan en enda kvinnlig karaktär, efter att hennes barn börjat i förskolan. Efter att 1968 ha blivit klar med denna bok anslöt hon sig till kvinnorörelsen och blev tidigt medlem i den amerikanska Redstockingsrörelsen. Hon kom därefter helt att fokusera på kvinnors liv, verk och historia. Hon grundade Feminists for Children's Media, den första gruppen som började utveckla en feministisk barnlitteraturkritik. Av hennes böcker kan nämnas To the Barricades: The Anarchist Life of Emma Goldman (1971), Red Emma Speaks (1972), en samling tal och essäer av Emma Goldman, och romanerna Memoirs of an Ex-Prom Queen (1972), Burnings Questions (1978) och On the Stroll (1981, svensk översättning av Sonja Bergvall: Svängen, 1983).